# Walter Biemel
Walter Biemel, né le 19 février 1918 près de Belgrade et décédé le 6 mars 2015, est un philosophe allemand d’origine roumaine. 
Phénoménologue, philosophe de l’art, il est l’éditeur de plusieurs œuvres importantes d'Edmund Husserl et de Martin Heidegger dont il fut l’un des proches élèves. Il est le frère de Jean Rounault.

## Biographie
Biemel, fils d’un officier austro-hongrois germanophone, est né dans la région de Belgrade. Il passe son enfance à Braşov/Kronstadt en Transylvanie, dans une famille cultivée. Son père, violoniste, préside la Société philharmonique locale.
Il poursuit ses études à l’Université de Bucarest (1937-1941), puis se rend à Fribourg-en-Brisgau pour commencer sa thèse (sur Novalis) sous la direction de Martin Heidegger ; il assiste notamment, en compagnie de son compatriote Alexandru Dragomir, à un cours sur Friedrich Hölderlin qu’il éditera quarante ans après.
En 1944, il rejoint en Belgique sa fiancée Marly. À la fin de la guerre, Herman Leo Van Breda les charge tous deux de la transcription et de l’édition de manuscrits d'Edmund Husserl dans le cadre des Archives Husserl nouvellement créées à Louvain.
Son travail de thèse est l’un des premiers travaux importants parus en français sur Martin Heidegger (Le concept de monde chez Heidegger, 1950). Il traduit également du même penseur, De l’essence de la vérité (1948) et Kant et le problème de la métaphysique (1953) avec le philosophe belge Alphonse De Waelhens.
Il a alors déjà traduit en roumain quelques fragments de « Hölderlin und das Wesen der Dichtung » (Hölderlin et l'essence de la poésie) et, avec Dragomir, « Was ist Metaphysik ? » (Qu'est-ce que la métaphysique ?, traduction publiée à Paris en 1956).
En 1952, Biemel s'installe à Cologne pour passer son habilitation (Kants Begründung der Ästhetik und ihre Bedeutung für die Philosophie der Kunst, Les fondements de l'esthétique d'Emmanuel Kant et leur signification pour la philosophie de l'art, 1959) et fonder les Archives Husserl de Cologne. Il enseigne ensuite au RWTH à Aix-la-Chapelle, puis à l'Académie des beaux-arts de Düsseldorf à Düsseldorf.
Walter Biemel est Président honorifique de la Société Roumanie de Phénoménologie (2004).

## Publications principales
- Le concept de monde chez Heidegger, Paris/Louvain, Vrin-Nauwelaerts, 1950 ; Paris, Vrin, 3e éd. 2000.
- Kants Begründung der Ästhetik und ihre Bedeutung für die Philosophie der Kunst, Köln, 1959 (Kantstudien Ergänzungshefte, Bd. 77).
- Philosophische Analysen zur Kunst der Gegenwart, M. Nijhoff, La Haye, 1968.
- Jean-Paul Sartre, Reinbek/Hamburg, Rowohlt, 1964 (Rowohlts Monographien, Bd. 87); 26e éd. 1995.
- Martin Heidegger, Reinbek/Hamburg, Rowohlt, 1973 (Rowohlts Monographien, Bd. 200); 16e éd. 2002.
- Zeitigung und Romanstruktur. Philosophische Analysen zum modernen Roman, Freiburg/München, Alber, 1986.
- Gesammelte Schriften Bd. 1. Schriften zur Philosophie, Stuttgart/Bad Cannstatt, Fromann–Holzboog, 1996.
- Gesammelte Schriften Bd. 2. Schriften zur Kunst, Stuttgart/Bad Cannstatt, Fromann–Holzboog, 1996.
- Écrits sur la phénoménologie, Bruxelles, Ousia, 2009.

## Ouvrages édités ou dirigés
- Edmund Husserl, Die Idee der Phänomenologie. Fünf Vorlesungen, M. Nijhoff, La Haye, 1950 (Hua II).
- Edmund Husserl, Ideen zu einer reinen Phänomenologie und phänomenologischen Philosophie. Erstes Buch, Allgemeine Einführung in die reine Phänomenologie, M. Nijhoff, La Haye, 1950 (Hua III).
- Edmund Husserl, Die Krisis der europäischen Wissenschaften und die transzendentale Phänomenologie. Eine Einleitung in die phänomenologische Philosophie, M. Nijhoff, La Haye, 1954 (Hua VI).
- Edmund Husserl, Phänomenologische Psychologie. Vorlesungen Sommersemester 1925, M. Nijhoff, La Haye, 1961 (Hua IX).

- Martin Heidegger, Logik. Die Frage nach der Wahrheit, Gesamtausgabe, Bd. 21, V. Klostermann, Frankfurt am Main, 1976 ; 2e éd. 1995.
- Martin Heidegger : Hölderlins Hymne „Der Ister“, Gesamtausgabe, Bd. 53, V. Klostermann, Frankfurt am Main, 1984; 2e éd. 1993.
- Martin Heidegger / Karl Jaspers, Briefwechsel 1920–1963 (avec Hans Saner), V. Klostermann, Frankfurt am Main et Piper, München/Zürich, 1992.

- Phänomenologie heute, Festschrift für Ludwig Landgrebe, Phaenomenologica Bd. 51, M. Nijhoff, La Haye, 1972.
- Die Welt des Menschen, die Welt der Philosophie, Festschrift für Jan Patočka, Phaenomenologica Bd. 72, M. Nijhoff, La Haye, 1976.
- Kunst und Technik. Gedächtnisschrift zum 100. Geburtstag von Martin Heidegger (avec Friedrich-Wilhelm von Herrmann), V. Klostermann, Frankfurt am Main, 1989.

## Traductions
- Martin Heidegger, De l'essence de la vérité, Paris-Louvain, Vrin-Nauwelaerts, 1948 (avec Alphonse De Waelhens).
- Martin Heidegger, Kant et le problème de la métaphysique, Paris, Gallimard, 1953 (avec Alphonse De Waelhens).
- Karl Jaspers, La situation spirituelle de notre époque, Paris-Louvain, Desclée de Brouwer-Nauwelaerts, 1952 (avec Jean Ladrière).